# Adolf Augustus Berle

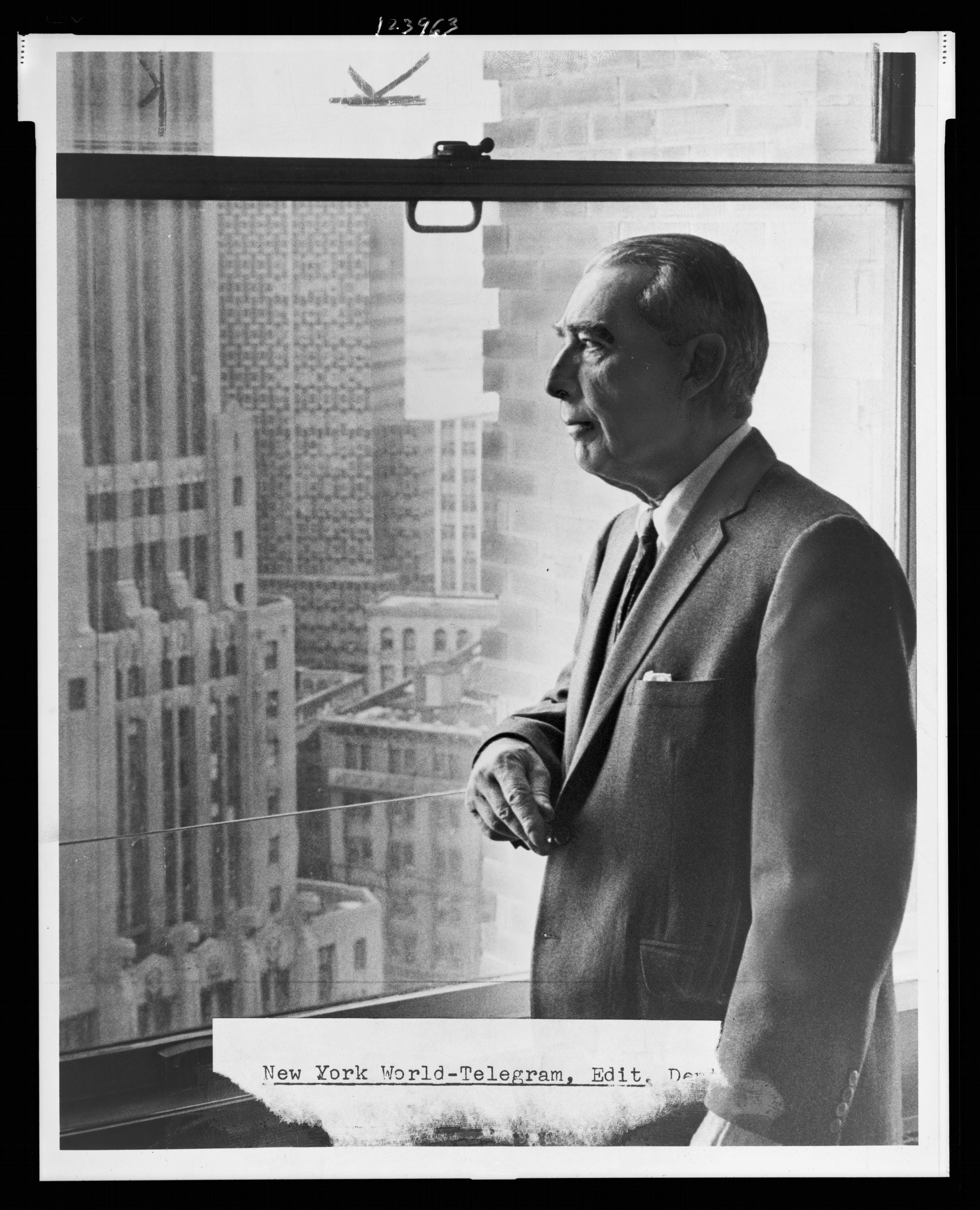
Adolf Augustus Berle

Adolf Augustus Berle (* 27. Januar 1895 in Boston, Massachusetts; † 17. Februar 1971 in New York City) war ein US-amerikanischer Politiker, Jurist, Hochschullehrer und Verfasser mehrerer Bücher über die amerikanische Wirtschaft. Er galt als Wunderkind.

## Leben
Nach seinem Bachelor (1913) und seinem Master (1914) am Harvard College sowie einem Abschluss an der Harvard Law School (1916) arbeitete er in einer Bostoner Anwaltskanzlei. Später war er Mitglied der amerikanischen Kommission zur Aushandlung des Friedens mit Deutschland (1918). Von 1927 bis 1964 war er Professor für Gesellschaftsrecht (corporation law) an der Columbia Law School. Ab 1933 begann er eine Karriere im Staatsdienst. So war er Mitglied des sog. brain trust in den Anfangsjahren von US-Präsident Franklin D. Roosevelt (einer Gruppe von Professoren, die den Präsidenten berieten), Berater bei der Good Neighbor Policy, Berater in der Reconstruction Finance Corporation (1933–1938), Stellvertretender Außenminister (1938–1944), Botschafter in Brasilien (1945–1946), Vorsitzender der Task Force on Latin America (1961), Berater des Staatssekretärs (1961–1962), US-Delegierter bei verschiedenen panamerikanischen Konferenzen und Präsident der International Conference on Civil Aviation. Als Staatssekretär im Außenministerium bereitete er in enger Zusammenarbeit mit John Edgar Hoover 1940 die Umorganisation des FBI durch Etablierung des Special Intelligence Service (SIS), der Auslandsgeheimdienstabteilung, zu einem weltweit operierenden Geheimdienst vor. Bemerkenswert hieran war, dass diese Entscheidung auf Anweisung des Präsidenten Franklin Delano Roosevelt unter bewusstem Ausschluss der eigentlich zwingend daran zu beteiligenden Verfassungsorgane erfolgte.

## Werke und Themen
Kein amerikanisches Rechtsgebiet wurde so beherrscht durch ein einziges Werk wie das US-Unternehmensrecht durch The Modern Corporation and Private Property (1932). Berle und sein Co-Autor, der Ökonom Gardiner C. Means, präsentierten darin eine Analyse der amerikanischen Wirtschaft und zeigten, dass die Produktionsmittel hauptsächlich in den Händen der 200 größten Unternehmen lagen. Außerdem zeigten sie, dass diese Konzentration zunahm und dass es in den Unternehmen eine klare Trennung von Eigentum und Kontrolle gab. Bis dato hatte man angenommen, dass jeder Eigentümer die Möglichkeit hat, sein Eigentum zu seinem Vorteil zu nutzen. Berle und Means widersprachen dieser Annahme und zeigten ein neues Bild der Privatunternehmen.
In zwei späteren Werken (The 20th Century Capitalist Revolution (eng: 1954) – Die kapitalistische Revolution des XX. Jahrhunderts (deu: 1958); und Power without Property (eng: 1959) – Macht ohne Eigentum (dt.: 1967)) arbeitete Berle die These heraus, dass das Management von großen Unternehmen – zusammen mit der Tatsache, dass sie sich auch der Kontrolle ihrer Aktionäre entzogen haben – genug Macht erreicht hat, um sich auch vom Markt und seinem Wettbewerb selbst zu befreien. Die alten Theorien des Marktes und des Wettbewerbs seien durch die Ansammlung großer Macht in den Händen des Managements obsolet.

### The Modern Corporation and Private Property
Berle und Means vertreten die These, dass sich Kapitalgesellschaften (corporations) zu der dominierenden Organisationsform der modernen Gesellschaft entwickeln. Hintergrund ist das Aufkommen des modernen Großunternehmens und in der Folge die Herausbildung des Mehrproduktunternehmens. Die Verteilung des Eigentums auf viele Anteilsbesitzer führt nach Berle und Means zu einem Verlust an Kontrolle über die neu entstandene Klasse der Manager. Die eigentliche Verfügungsgewalt über das Unternehmen liegt im Managerkapitalismus, während die an den Rand gedrängten Aufsichtsorgane und Anteilsbesitzer im Extremfall die Managemententscheidungen (nur) noch passiv absegnen können.
Das in dem Buch beschriebene Agency-Verhältnis zwischen Management und Shareholdern skizziert bereits wesentliche Kernfelder US-amerikanischer Corporate Governance.
Berle/Means entwickeln Lösungen zum so genannten Principal-Agent-Problem: Die Unternehmenslenker (Agents) verfolgen in der Leitung der Gesellschaft nicht immer dieselben Interessen wie die Unternehmenseigentümer (Principals). Ein Ergebnis der Untersuchung war die Einsicht, dass ökonomischer Druck die Fortentwicklung des Kapitalgesellschafts- und Kapitalmarktrechts vorantreibt.

### Die kapitalistische Revolution des XX. Jahrhunderts
Die Korporationen haben heute eine wirtschaftliche und soziale Verantwortung. Sie sind unfreiwillig in diese Position der Macht und Verantwortung gekommen. Der Kapitalismus ist also keine Lebenseinstellung (way of life), sondern eine Methode zur Erlangung wirtschaftlicher und sozialer Ergebnisse. Die Allgemeinheit profitiert vom amerikanischen Kapitalismus durch Massenerzeugung und -verteilung. Louis M. Hacker (Columbia-Universität) spricht hier auch vom „Triumph des amerikanischen Kapitalismus“, da es keine „Armut“ gibt, wie sie anderswo herrscht.
Als Beispiel führt Berle die Oktoberrevolution von 1917 an: Demnach lebte das zaristische Russland noch immer rückständig, während Westeuropa und Amerika von den technischen und wirtschaftlichen Fortschritten (des 19. Jahrhunderts) profitierten. Seiner Meinung nach strebten diese Gebiete nun nach den Ergebnissen und Vorzügen der industriellen Revolution. Damit steht Berle im Widerspruch zu Karl Marx, demzufolge zuerst der Kapitalismus überwunden werden muss.
Dennoch findet er Parallelen zwischen dem Sozialismus und den Korporationen. So übereignet ein Investor in eine Korporation der Leitung alle Befugnisse, mit dem Kapital zu arbeiten, zu produzieren und zu entwickeln. Sie (die Person) hat aber keine Kontrolle über das Erzeugnis. Dafür hat sie ein eingeschränktes Recht auf einen Anteil am Verdienst (Dividende). Es gibt aber kein eigenes (kreatives und produktives) Schaffen mehr (wie z. B. beim Farmer auf der eigenen Ranch). Im Sozialismus ist der Inhaber und Eigentümer der Produktionsgüter der Staat, eine Behörde oder die Gesellschaft. Der Bürger bekommt einen Lohn oder eine Rente. Die Planung, Entwicklung und Herstellung liegt in Staatshand. Der Einzelne erhält aber einen Anteil am Produkt (Lohn).
Die Aktionäre übertragen die Leitung (zwangsläufig) an den Vorstand. („Eine Million Aktionäre könnten nicht gleichzeitig einen Konzern leiten.“) Es kommt zu einer Spaltung des Eigentums: Die Aktionäre empfangen, und die Leitung produziert. Die Leitung hat nun aber Macht.
- gegenüber den Angestellten (Einstellung, Entlassung, Löhne, Arbeitsbedingungen)
- Belieferung von Märkten (z. B. Strom in ländliche Gebiete)
- Entwicklung von Städten und Gebieten (Strom aufs Land, Fabrikbau)
- sie bestimmen das Tempo der Entwicklung

Dabei kommt man zwangsläufig zur Frage, ob man die Macht beschränken kann, z. B. durch externe Faktoren wie die öffentliche Meinung.
Nach einer Studie aus dem Jahr 1953 über die Quellen und die Nutzung des Kapitals der National City Bank haben sich zwischen 1946 und 1953 rund 150 Mrd. $ Kapitalanlage angesammelt. Diese teilen sich wie folgt auf:
- 64 % aus inneren Quellen (Einnahmen, Gewinne, zurückgehaltene Dividende)
- 18 % von Banken (laufende Schulden)
- 12 % von Obligationen, Schuldscheine (gegenüber Versicherungen und Syndikaten)
- 6 % aus Aktien (jedoch davon fast die Hälfte Vorzugsaktien)

Es gibt also keine echten Hindernisse für die Macht der Korporationen. Sie haben es quasi nicht nötig, sich am Kapitalmarkt bewerten zu lassen. Zuvor geschah diese Prüfung noch durch Banken und Investmentgesellschaften, heute sind sich die Direktoren und Manager nur ihrem Gewissen gegenüber verantwortlich. (Im letzten Kapitel sagt Berle jedoch einschränkend, dass der Staat Kontroll- und Lenkungsmöglichkeiten besitzt. Wenn dieser ankündigt, Strom aufs Land zu legen, dann bewegen sich auch die Firmen, um der staatlichen Konkurrenz zuvorzukommen.)
Trotzdem hat dieser Zustand das Tempo des Fortschritts sogar angeregt. So sind Banken eher konservativ in ihrer Bewertung, während die Manager ihr Unternehmen kennen und Forschung und Entwicklung eher fördern.
Eine weitere Konzentration wirtschaftlicher Macht ist aber durch zwei Faktoren begrenzt:
- horizontal durch Wettbewerb innerhalb der Industrie
- vertikal durch Konkurrenz mit anderen Gütern (Beispiel: hohe Kohlepreise befördern Ölverbrauch, hohe Eisenbahnpreise befördern Transport auf der Straße)

### Macht ohne Eigentum
Die Manager sind gegenüber vier Gruppen verantwortlich
- der Gemeinschaft, von der ihre Gesellschaft kauft
- der Gemeinschaft, an die ihre Gesellschaft verkauft
- die Angestellten der Gesellschaft
- und die Wertpapierbesitzer

Damit besitzen sie eine größere Wählerschaft als so mancher Politiker. Der Geschäftsmann von heute bekommt damit mehr Macht angeboten, als dies seine gesellschaftliche Stellung rechtfertigt. (Als Beispiel nennt er den Finanzier, den man zu einer Hirn-OP schickt. Dies ist natürlich großer Unsinn und sollte lieber von einem Chirurgen erledigt werden. Wenn es jedoch darum geht, ob der Handel mit China friedensfördernd ist, darf der Manager entscheiden, obwohl diese Entscheidung nicht minder tragend ist.)
Sowohl de facto als auch de jure versteht man unter Eigentum eine solche Sache, die man besitzen kann; das heißt beschränkt auf und kontrolliert durch eine Einzelperson oder Einzelpersonen, den Besitzer. Das Wachsen des Gesellschaftssystems hat aber das Bild des Eigentümers verändert.
Solange das Geschäft und die Gesellschaft klein blieben, bestimmten die Aktionäre in weitem Umfang darüber, was die Leitung zu tun hatten. Mit dem Größerwerden der Gesellschaft zeigt sich, dass die als Gesellschaft bekannte juristische Person als Eigentümer des Besitzes erscheint. Der Besitz, ursprünglich das Kennzeichen des Eigentümers, ging nun über zu den Managern. Damit ist Besitz nicht mehr die Beziehung Mensch – Sache sondern Mensch – Mensch. Der einem anderen Menschen Untergeordnete besitzt die tatsächliche Kontrolle der Sache. Es geht nun um Macht ohne Eigentum! (Als Beispiel nennt er eine (möglicherweise erfundene) Anekdote. Demnach hat der Nachtwächter von General Electrics den Präsidenten der Firma rausgeschmissen, weil er ihn nicht kannte. Der Nachtwächter war an diesem Abend der Besitzer der Firma, und der Präsident war nur ein Bevollmächtigter einer unpersönlichen Gesellschaft, die der (juristische) Eigentümer ist. Der Präsident ist demnach nur ein Privatmann mit der Macht, Befehle zu erteilen.)
In den 1960er Jahren bestand unter Ökonomen weitgehend Konsens darüber, dass die Manager der großen Aktiengesellschaften keine Strategie der eigenen Profitmaximierung verfolgten, sondern ihr primäres Ziel Wachstum hieß. Die Trennung von Eigentum und Kontrolle in den großen Aktiengesellschaften schirmte die Manager aber gegen den Einfluss der Eigentümer ab und verschaffte ihnen eine weitgehende Autonomie.
In den USA befanden sich 1960 noch 88 % des Aktienkapitals im Besitz von Kleinaktionären und Familien. Diese Eigentümer waren nicht gezwungen, um eine möglichst hohe Dividende zu konkurrieren. Mit der Einführung des Shareholder-Value hat jedoch ein Strategiewechsel stattgefunden. Die Profitmaximierung ist nun das dominante Ziel der Manager.
Eine Begrenzung und Kontrolle der wirtschaftlichen Macht ist durch folgende Faktoren möglich:
- Gewerkschaften
- Abhängigkeit von Konkurrenten, Lieferanten, Großeinkäufer, …
- Kapitalverlust (= Machtverlust)
- Politische Intervention
- „Öffentliche Billigung“, Prestige

Der öffentliche Konsens ist das Produkt einer Gesamtheit von Gedanken und Erfahrungen, der öffentlichen Meinung. Diese kann einen so hohen Druck aufbauen, dass die Politik interveniert. Obwohl dieser öffentliche Konsens noch nirgends festgeschrieben wurde, sind sich die Manager in jeder Industrie ihrer sehr wohl bewusst. Berle vermutet, dass die Zeit kommen wird, in der solche Richtlinien erforderlich sind und aufgestellt werden. Auf vielen Gebieten wären Handlungen und Ergebnisse nach den Regeln des Gesetzes technisch gesehen erlaubt, aber gemäß den Forderungen und den Prinzipien des öffentlichen Konsenses nicht zulässig. Nach Berle spiegelt das die Realität der Wirtschafts-Demokratie in den Vereinigten Staaten wider.

## Fazit und Kritik
Trotz Wissenschaftlern wie Berle und Means hat sich der Glaube, letztlich hätten die Eigentümer das Sagen, bis heute gehalten. Zu den grundlegenden Merkmalen der Großunternehmen des 21. Jahrhunderts gehört aber ein Leitungssystem, das Macht zur Selbstbereicherung gewährt.
Das Modell von Berle und Means ist somit in vielen Punkten noch immer aktuell. Dennoch gibt es Kritikpunkte.
So ist die Begrenzung der (wirtschaftlichen) Macht durch Konkurrenzfirmen und -produkte nicht länger gegeben. Bei steigenden Benzinpreisen müssten alternative Energien längst günstig verfügbar sein (vertikale Begrenzung). Auch befindet sich das Großkapital heute in der Hand von nur noch wenigen Firmen, Banken oder Investmentfonds (horizontale Begrenzung). Diese entwickeln sich langsam zu einem neuen Machtfaktor. Bekanntestes Beispiel war der Versuch der Deutschen Börse AG, die Londoner Börse zu übernehmen. Dies schlug nach der Intervention der Investmentfonds Atticus und ITC fehl. Die Manager sind also nicht mehr allein ihrem Gewissen gegenüber verantwortlich.

## Mitgliedschaften
1944 wurde Berle in die American Academy of Arts and Sciences gewählt. Seit 1965 war er gewähltes Mitglied der American Philosophical Society.

## Bibliografie
- The Modern Corporation and Private Property. Commerce Clearing house, New York 1932, OCLC 422091748. (mit Gardiner Means)
- The 20th Century Capitalist Revolution. Harcourt, Brace, New York 1954, OCLC 788593256
  - Die kapitalistische Revolution des 20. Jahrhunderts. Hain, Meisenheim a. Glan 1958, DNB 450402932.
- Power without Property. Harcourt, Brace & World, New York 1959, OCLC 582368
  - Macht ohne Eigentum. Hain, Meisenheim a. Glan 1967, DNB 456078312.
- Latin America: Diplomacy and Reality. Harper & Row, New York u. a. 1962. (1981, ISBN 0-313-22970-8)